# Wanfabozi
Wanfabozi (chinesisch 万发拨子遗址, Pinyin Wànfābōzi yízhǐ, englisch Wanfabozi Site) ist eine archäologische Stätte in Tonghua in der nordostchinesischen Provinz Jilin. Die entdeckten Kulturgüter stammen aus der Jungsteinzeit, der Shang- und der Zhou-Dynastie, der Frühlings- und Herbstperiode, der Zeit der Streitenden Reiche, der Westlichen Han-Dynastie, der Wei-, der Jin- und der Ming-Dynastie.
Die Stätte besitzt für das Verständnis der chinesischen Sepulkralkultur eine große Bedeutung.
Die dort entdeckten Gräber lassen sich in Erdgräber (tukengmu 土坑墓 earth pit graves), Erdgräber mit Sarkophag (tukengmu guomu 土坑石椁墓 stone coffins in earth pit graves), Erdgräber mit Sarkophag und Außensarg (tukeng shiguo shiguanmu 土坑石椁石棺墓stone outer and inner coffins in earth pit tombs), Steinplattengräber (dagai shimu 大盖石墓, tombs covered with a large stone), Steinplattengräber mit Steinhaufen (dagaishi jishimu 大盖石积石墓 group of stone tombs with large stone cover), Steinhaufengräber (jishimu 积石墓 group of stone tombs) sowie terrassenförmige Steinhaufengräber (jietan jishimu 阶坛积石墓 group of stone tombs with steps and platform) einteilen.
Die Wanfabozi-Stätte (Wanfabozi yizhi) in Tonghua  steht seit 2001 auf der Liste der Denkmäler der Volksrepublik China (5-28).